# 張安
張 安（ちょうあん、生没年不詳）は、熊本県玉名郡和水町（旧菊水町）にある前方後円墳・江田船山古墳から出土した銀象嵌銘大刀銘文の作者。中国人名であるため、渡来系の人物とみられるが、一説に百済に帰化していた中国人。一方、蔣立峰、厳紹璗、張雅軍、丁莉は「熊本県江田船山の中期古墳から出土した太刀の銘文には、『刀を作る者の名は伊太加、書する者は張安なり』などの文字が刻されている。『書する者は張安なり』は、この銘文の著者が中国の血筋を持つ大陸移民であったことを示し、『伊太加』は日本語の人名の読みを示す漢字である」と述べている。

## 出自
百済はかつて楽浪郡・帯方郡と頻繁に接触して中国の先進文物を導入したため、4世紀にはすでに儒学と道教に関する理解が深い知識人が多数いた。近肖古王代に『書記』を編纂した高興、倭に経書を伝えた阿直岐と王仁、近仇首王が高句麗平壌城を攻撃した後、続けて北進しようとするや、『老子道徳経』を引用して引きとどめた莫古解などが代表的な知識人といえる。5世紀に入り、百済から倭に派遣された知識人の活動に関連して注目されるのが、江田船山古墳で出土した鉄剣の銘文であり、この鉄剣は471年に作られたものだが、「作刀者名伊太於，書者張安也」という銘文がある。伊太於は剣を作り、張安は銘文を書いたが、伊太於はその名前からみて倭人といえるが、張安は中国式の名前なので、倭人ではない。この時期百済には中国系の百済官僚が多数存在しており、これを示すのが『南斉書』百済伝の以下の記事である。
この記事には慕遺、王茂、張塞、陳明などがみえるが、彼らは姓氏から推して中国系の百済官僚といえ、張氏の場合、腆支王代に東晋に使臣として派遣された張威もいる。この張氏は江田船山古墳出土鉄剣銘文の書者である張安と通じるので、張安は百済から渡った中国系の知識人である可能性がある。